# Operación Tannenbaum
La Operation Tannenbaum (Operación Abeto) fue la planificación de la invasión de Suiza por la Alemania nazi durante la Segunda Guerra Mundial.

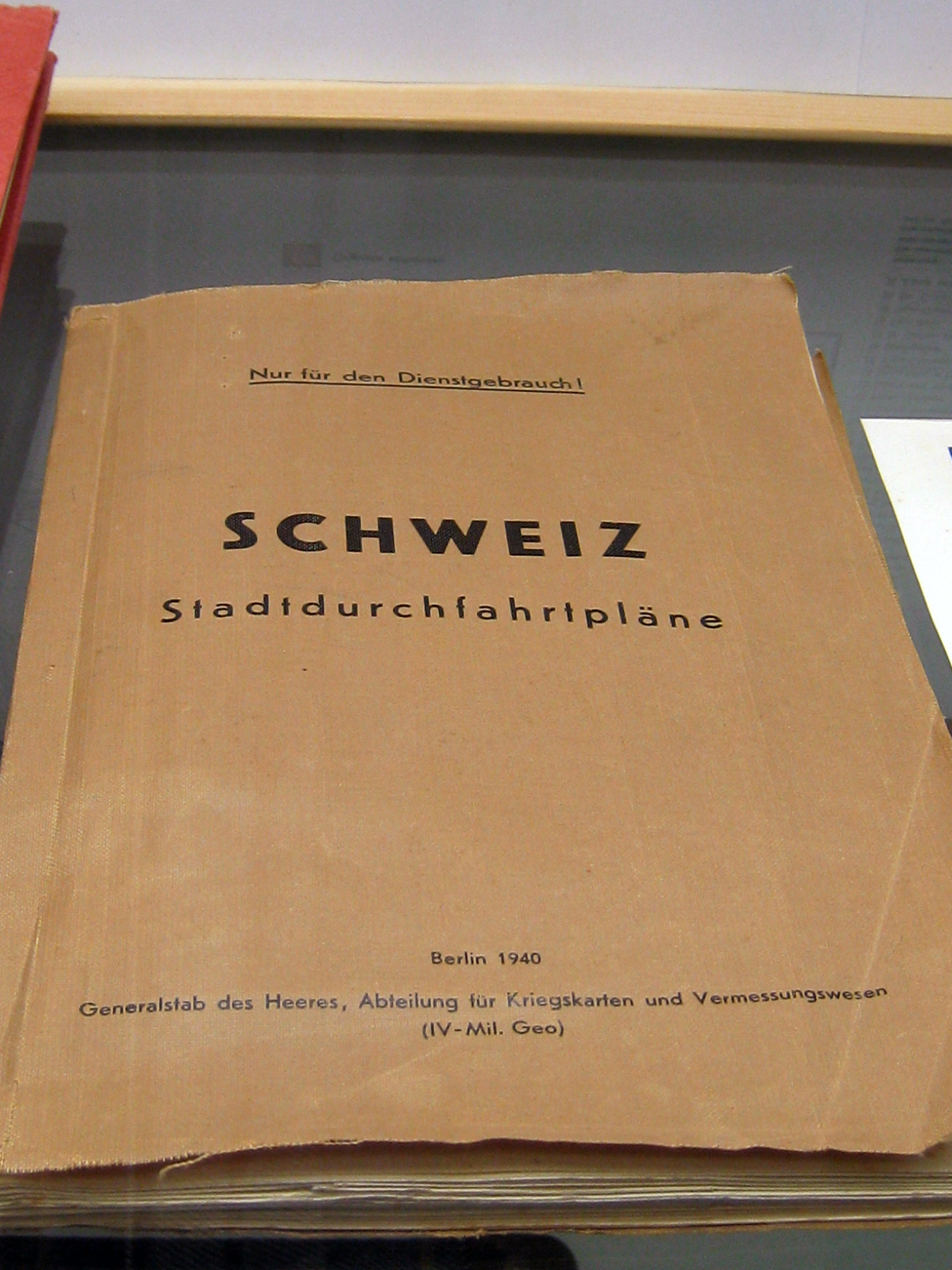
Cubierta de los Planes de la Operación Tannenbaum.

## Operación
Alemania comenzó a planear la invasión de Suiza el 25 de junio de 1940, el día que Francia se rindió. Después de esto, Suiza y Liechtenstein fueron completamente rodeadas por la Francia ocupada y las potencias del Eje. El tercero de estos planes se llamó Operación Tannenbaum. El plan fue presentado por el 12º ejército el 6 de septiembre de 1940 al Grupo C del Ejército.
La Operación Tannenbaum fue el tercero de varios planes de invasión elaborados para el Estado Mayor alemán después de que Francia se derrumbara, pero Hitler nunca dio el visto bueno, por razones que aún son inciertas hoy. Aunque la Wehrmacht fingía sus movimientos hacia Suiza en sus ofensivas, nunca trataron de invadirla. Después del Día D, la operación quedó en suspenso y Suiza se mantuvo neutral durante toda la guerra.

### Posibles razones para la no ejecución
Hay varias razones posibles para que los alemanes no ejecutaran el plan:
- Suiza no fue vista como una amenaza para Alemania.[cita requerida] Hitler pensó en primer lugar en la Batalla de Inglaterra (Operación León Marino, a donde fueron asignadas las pocas divisiones de montaña alemanas disponibles) y después con la invasión de la Unión Soviética (Operación Barbarroja, ya en agosto y septiembre de 1941) un gran número de tropas se trasladaron a Oriente para contrarrestar la amenaza soviética en Besarabia.

- La ventana principal de oportunidad para la acción militar contra Suiza fue el período comprendido entre la caída de Francia y de octubre a noviembre de 1940. Después de este tiempo, el clima no permitía un ataque relámpago real debido a la orografía suiza. Y después del invierno 1940/41 Hitler se ocupó de las operaciones Marita y Barbarroja.

- La dependencia de las importaciones italianas de carbón desde Alemania después de la declaración de guerra de Italia significó el uso de una red ferroviaria suiza intacta, que era necesaria para satisfacer la demanda.

- Mientras que los militares suizos eran notablemente inferiores al de las fuerzas alemanas en cuanto a artillería y aviación, para controlar la nación los alemanes habrían tenido que destruir a la infantería, grande y bien formada, con el vigor extraído directamente de la población suiza. Las armas ligeras de los suizos, incluido el fusil de repetición Schmidt-Rubin, eran iguales o superiores a las alemanas del período inicial de la guerra, y la puntería de Suiza se estimó así. El ejemplo de la Guerra de Invierno mostró cómo una fuerza similar de tiradores entrenados podía parecer un ejército más grande y mejor equipado. Mientras algunos han cuestionado la noción de que los fusiles suizos detuvieron la invasión, no puede haber ninguna duda de que una invasión habría sido costosa para las tropas alemanas en recursos necesarios en otros lugares. Si no hubiera habido una significativa fuerza militar suiza, la potencial invasión hubiera sido mucho menos costosa.[cita requerida]

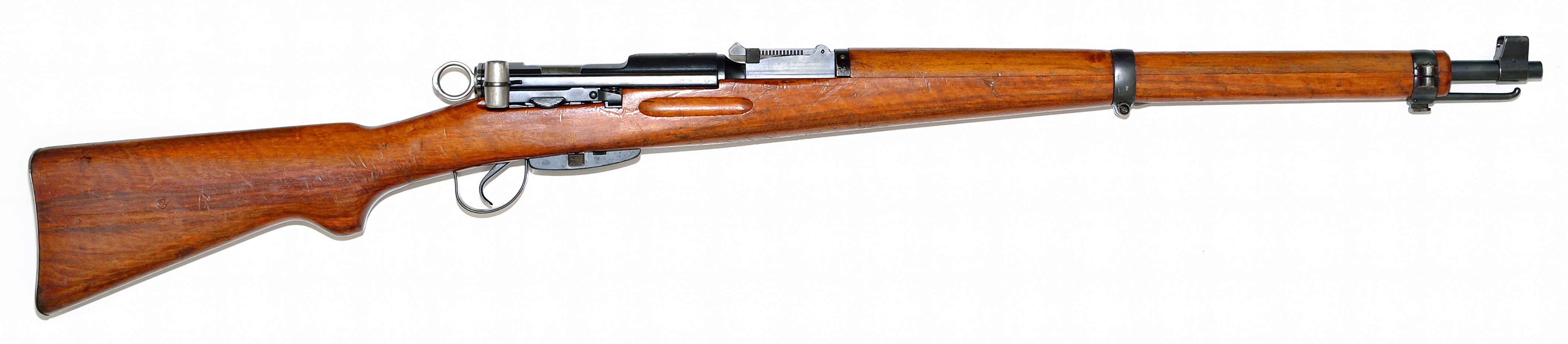
Rifle Schmidt-Rubin 1931.

- El gobierno suizo también ha tenido una estructura descentralizada, por lo que incluso el presidente federal fue un oficial relativamente sin poder, sin autoridad para entregar el país. De hecho, los ciudadanos suizos habían recibido instrucción en lo que se refiere a cualquier emisión sobre la rendición para ser tenido como mentiras del enemigo y aleccionados a resistir hasta el final.

- Algunos industriales en Suiza han contribuido al esfuerzo de guerra alemán mediante la venta de mercancías, tales como rodamientos de bolas y piezas para los sistemas de orientación de torpedos, fabricados en instalaciones que no podían ser bombardeadas por los Aliados, debido a la neutralidad del país. La contribución de Suiza, al conjunto del gasto de guerra alemán, se cree que ha sido inferior al 0,5%.

- Algunos rumores indican que Hitler tenía una afición personal hacia la cultura suiza, así como colecciones de arte.[cita requerida] Los rumores sugieren generalmente que Hitler temía que los panzers (y otros vehículos blindados) dañaran la rica historia de las ciudades de Suiza, a pesar de que la declaración es objeto de debate.[cita requerida]

- El grupo étnico más grande en Suiza son los alemanes, parte del sueño de Hitler era la raza aria, y por eso no tenía la intención de invadir y matar gente de su propio grupo étnico. Debido a esto, podría haber habido negociaciones sobre una integración pacífica de Suiza a Alemania, al igual que el Anschluss de Austria. Sin embargo, esto sólo se habría contemplado cerca del final de la guerra, no antes.[cita requerida]

- Suiza estaba completamente rodeada por Alemania y su aliado Italia en 1940, por lo que ya estaba «controlada» por parte de Alemania, ya que todo el comercio tenía que establecerse con Alemania o los territorios ocupados.